# Так починається пригода
«Так починається пригода» (італ. «Qui comincia l'avventura») — італійська кінокомедія режисера Карло Ді Пальми з Монікою Вітті і Клаудією Кардинале у головних ролях, що вийшла 17 вересня 1975 року.

## Сюжет

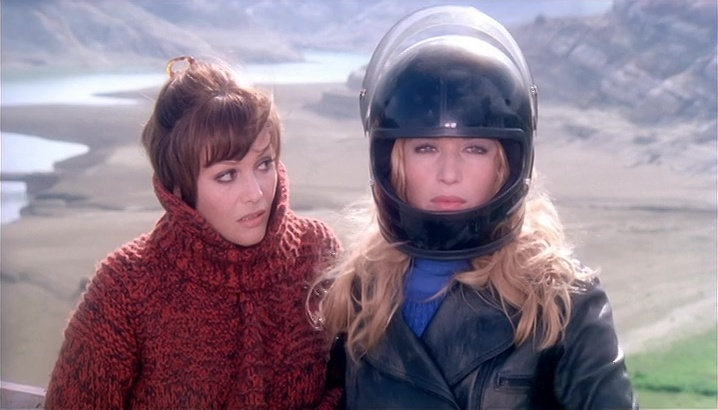
Клаудія Кардинале (ліворуч) і Моніка Вітті кадр з фільму

Дві гарні жінки — «Солодка» і Лаура волею долі зустрічаються і потрапляють у різні смішні у несмішні ситуації. Любляча «прикрасити» і мотоцикли «Солодка» поспішає ніби до улюбленого на побачення. Лаура, працівниця пральні, повіривши їй і втомившись від чоловіка, кидає все і йде за нею…

## У ролях
| Моніка Вітті      | ···· | «Солодка»     |
| Клаудія Кардинале | ···· | Лаура         |
| Нінетто Даволі    | ···· | акробат       |
| Гвідо Леонтіні    | ···· | чоловік Лаури |
| Фернандо Камеріні | ···· | Мікелоне      |

## Знімальна група
| Режисер    | ···· | Карло Ді Пальма                                  |
| Сценарій   | ···· | Барбара Альберті, Амедео Пагані, Карло Ді Пальма |
| Оператор   | ···· | Даріо Ді Пальма                                  |
| Композитор | ···· | Ріц Ортолані                                     |
| Художник   | ···· | Лучано Річчері, Еціо Ді Монте, Ермініо Пераццола |
| Монтаж     | ···· | Руджеро Мастроянні                               |